# Міністерство морських справ, транспорту та інфраструктури Хорватії
Міністерство морських справ, транспорту та інфраструктури Республіки Хорватії (хорв. Ministarstvo pomorstva, prometa i infrastrukture Republike Hrvatske, MMPI RH) — міністерство в Уряді Хорватії. До парламентських виборів 2011 називалося Міністерство моря, транспорту та інфраструктури.

## Роль
Міністерство моря, транспорту та інфраструктури виконує адміністративні та інші завдання, пов'язані з таким:
- заходи для захисту Адріатичного моря, островів і прибережних областей та їхнього сталого розвитку, включаючи створення інтегрованої системи планування, управління та фінансування проєктів з розвитку, транспортного руху, комунального господарства та соціальної інфраструктури, аналіз та управління морськими ресурсами, прибережними землями та іншими природними запасами;
- контроль за концесіями для приватних підприємств у галузі внутрішнього і міжнародного морського судноплавства, човнярства, катання на човнах, автомобільного, залізничного, повітряного і річкового транспорту, пошти та засобів зв'язку;
- стратегія розвитку всіх видів транспорту;
- захист моря від забруднення з суден;
- морські порти, водні шляхи та пов'язана з морем діяльність, встановлення морського кордону, морське страхування та морські агентства;
- порти на внутрішніх водних шляхах;
- внутрішні вантажно-транспортні центри;
- аеропорти;
- транспортні засоби, крім тих видів діяльності, що підпадають під юрисдикцію інших міністерств;
- зв'язок і пошта;
- розробка технічних умов та умов використання об'єктів, технічного обладнання та монтаж телекомунікацій і радіозв'язку;
- прийняття законодавства про концесії на послуги зв'язку загального користування;
- транслювання і розподіл радіо- і телевізійних програм;
- використання радіочастот та його міжнародна координація;
- видавання ліцензій для радіостанцій вітчизняним та іноземним юридичним особам, перевірки;
- безпека судноплавства у відкритому морі, внутрішніх і міжнародних автоперевезень та дорожнього руху, за винятком зі сфери дії міністерства внутрішніх справ, безпека на залізниці, безпека повітроплавання, безпека судноплавства на внутрішніх водних шляхах, телекомунікацій та пошти, внутрішніх і міжнародних поштових і телекомунікаційних операцій та відстеження радіочастот;
- організація стратегічних інфраструктурних проєктів та інвестиційних програм особливого значення для Республіки Хорватії;
- організація великих інвестиційних інфраструктурних проєктів у будівництві та обладнанні водогосподарських об'єктів транспортної інфраструктури, за винятком реконструкції і технічного обслуговування, та інших відповідних великих інфраструктурних робіт, що мають важливе значення для сталого розвитку Хорватії, які повністю або значною мірою фінансуються з державного фондів, а також узгодження діяльності інших юридичних осіб при будівництві таких споруд та контроль і управління інвестиціями, а також виконання професійних завдань, пов'язаних з ініціюванням, координацією та наглядом за деякими законами і положеннями, що регулюють розвиток острівних і прибережних місцевостей.

Міністерство також несе відповідальність за ведення обліку та статистики щодо моря, транспорту і інфраструктури та інформаційної системи, а також за навчання та підготовку співробітників міністерства.

## Структура
| Структурний підрозділ                                                                          | хорватською мовою                                                                                          | Чисельність співробітників |
| ---------------------------------------------------------------------------------------------- | --- | -------------------------- |
| Кабінет міністра                                                                               | Kabinet Ministra                                                                                           | 14                         |
| Секретаріат                                                                                    | Tajništvo                                                                                                  | 109                        |
| Відділ зв'язків з громадськістю                                                                | Samostalni odjel za odnose s javnošću                                                                      | 10                         |
| Служба внутрішньої ревізії                                                                     | Služba za unutarnju reviziju                                                                               | 8                          |
| Відділ у справах управління фінансовою діяльністю, внутрішнього нагляду і контролю             | Samostalni odjel za financijsko upravljanje, unutarnji nadzor i kontrolu                                   | 4                          |
| Відділ відстеження загроз безпеці польотів та розслідування льотних пригод                     | Samostalni odjel za istraživanje ugrožavanja sigurnosti zrakoplova, nesreća i ozbiljnih nezgoda zrakoplova | 4                          |
| Відділ розслідування нещасних випадків на залізниці                                            | Samostalni odjel za istraživanje željezničkih nesreća                                                      | 3                          |
| Відділ євроінтеграції і транспортної політики                                                  | Samostalni odjel za europske integracije i prometnu politiku                                               | 13                         |
| Управління морського судноплавства, морської території і портів                                | Uprava pomorskog prometa, pomorskog dobra i luka                                                           | 52                         |
| Управління внутрішнього судноплавства                                                          | Uprava unutarnje plovidbe                                                                                  | 17                         |
| Управління безпеки морського і внутрішнього судноплавства та охорони морських і внутрішніх вод | Uprava za sigurnost plovidbe, zaštitu mora i unutarnjih voda                                               | 557                        |
| Управління острівного і прибережного розвитку                                                  | Uprava za otočni i priobalni razvoj                                                                        | 31                         |
| Управління дорожнього транспорту                                                               | Uprava cestovnog prometa                                                                                   | 42                         |
| Управління залізничного руху                                                                   | Uprava željezničkog prometa                                                                                | 42                         |
| Управління цивільної авіації                                                                   | Uprava zračnog prometa                                                                                     | 25                         |
| Управління електронних засобів зв'язку і поштових послуг                                       | Uprava elektroničkih komunikacija i pošte                                                                  | 30                         |
| Управління транспортного нагляду                                                               | Uprava prometne inspekcije                                                                                 | 96                         |
| Бюджетно-фінансове управління                                                                  | Uprava za proračun i financije                                                                             | 48                         |
| Управління стратегічних інфраструктурних об'єктів                                              | Uprava za strateške infrastrukturne objekte                                                                | 22                         |